# Рукарени (Вранча)
Рукарени (рум. Rucăreni) насеље је у Румунији у округу Вранча у општини Совежа. Oпштина се налази на надморској висини од 538 m.

## Становништво
Према подацима из 2002. године у насељу је живело 1155 становника, од којих су сви румунске националности.